# グロタンディーク宇宙
数学におけるグロタンディーク宇宙（グロタンディークうちゅう、英: Grothendieck universe、仏: Univers de Grothendieck）は次の性質をもった集合 U である：
1. x ∈ U, y ∈ x ⇒ y ∈ U（ U は推移的集合）
2. x, y ∈ U ⇒ {x, y} ∈ U
3. x ∈ U ⇒ x のベキ集合 P(x) ∈ U
4. {\displaystyle \{x_{\alpha }\}_{\alpha \in I}}が U の元の族で I ∈ U ⇒ {\displaystyle \bigcup _{\alpha \in I}x_{\alpha }} ∈ U

宇宙のアイデアは、アレクサンドル・グロタンディークが代数幾何において真のクラスを回避する方法として導入したことに起因する。
グロタンディーク宇宙は、すべての数学が実行可能な集合を与える（実際には、集合論のためのモデルを与える）。

## 性質
例として、簡単な命題を証明する。
命題.
もし {\displaystyle x\in U} かつ {\displaystyle y\subseteq x} ならば {\displaystyle y\in U}.
証明.
{\displaystyle y\in P(x)}  なぜなら {\displaystyle y\subseteq x}.  {\displaystyle P(x)\in U} なぜなら {\displaystyle x\in U},  よって {\displaystyle y\in U}.
同様に、グロタンディーク宇宙 U が以下のようなものを含むことが容易に証明される:
- U の各元のすべてのシングルトン。
- U の元によって添え字付られた U の元のすべての族のすべての積。
- U の元によって添え字付られたU の元のすべての族のすべての直和。
- U の元によって添え字付られたU の元のすべての族のすべての共通集合。
- U の2つの元の間のすべての関数。
- 濃度が U の元となる U のすべての部分集合。

## グロタンディーク宇宙と到達不能基数
グロタンディーク宇宙の2つの簡単な例がある:
- 空集合
- すべての遺伝的有限集合 の集合　{\displaystyle V_{\omega }} 。

他の例は構成がより困難である。大まかに言うと、これはグロタンディーク宇宙が到達不能基数と同値なためである。より形式的に言えば、次の2つの公理が同値である:
(U) すべての集合 x に対して、x {\displaystyle \in } U となるグロタンディーク宇宙 U が存在する。
(C) すべての基数 κ に対して、κ よりも巨大な強到達不能基数 λ が存在する。
この事実を証明するために、関数 c(U) を以下のように定義する:
{\displaystyle \mathbf {c} (U)=\sup _{x\in U}|x|}
ここで |x| は x の濃度を意味している。すると任意の宇宙 U に対して、c(U) は強到達不能となる:U の任意の元の冪集合は U の元で、U のすべての元は U　の部分集合であるため、これは強極限基数である。厳密に言えば、cλ が I によって添え字付られた濃度の集まりとすれば、各 cλ の濃度と I の濃度は c(U) よりも小さい。そして、c(U) の定義によって、U の元の中にIおよび各 cλ と同じ濃度の元がある。U の元によって添え字付られた U の元の和集合は U の元となる、ゆえに cλ の和（合併）は U の元の濃度となる。それゆえに c(U) よりも小さい。基礎の公理によって、それ自身を含む集合は存在しないので、c(U) が |U| と等しいことを示すことができる。(この公理を仮定しない場合の反例はブルバキの論文を参照。)
強到達不能基数 κ が存在するとする。集合 S は任意の列 sn {\displaystyle \in } ... {\displaystyle \in } s0 {\displaystyle \in } S に対し |sn| < κ となるとき、型 κ であると呼ぶことにしよう。(S 自身は空列に対応している。)  すると、型 κ である集合全体の集合 u(κ) は濃度 κ のグロタンディーク宇宙となる。(この証明は長くなるため、詳細は参考文献のブルバキの論文を参照。)
巨大基数の公理 (C) から宇宙の公理 (U) が導かれることを示すため集合 x を選ぶ。x0 = x かつすべての n に対して xn+1 = {\displaystyle \bigcup } xn を xn の元の和集合とする。y = {\displaystyle \bigcup _{n}} xn とおく。(C) によって、|y| < κ となるような強到達不能基数 κ が存在する。u(κ) を前項の宇宙とする。x は型 κ であり、x {\displaystyle \in }u(κ)。宇宙の公理 (U) から巨大基数の公理 (C) が導かれることを示すために κ を基数とする。κ は集合なのでグロタンディーク宇宙 U の元である。U の濃度は κ より大きな強到達不能基数となる。
実際、任意のグロタンディーク宇宙はある κ に対し u(κ) の形となる。これはグロタンディーク宇宙と強到達不能基数の間の別の同値性を与えるものである:
グロタンディーク宇宙 U に対して、|U| は零、{\displaystyle \aleph _{0}}、もしくは強到達不能基数のいずれかとなる。また、κ が零、{\displaystyle \aleph _{0}}、もしくは強到達不能基数ならば、グロタンディーク宇宙 u(κ) が存在する。さらに、u(|U|) = U かつ |u(κ)| = κ となる。
強到達不能基数の存在は ZFC からは証明できないため、空集合と {\displaystyle V_{\omega }} 以外の宇宙の存在はどれも ZFC から証明することができない。